# Everard Calthrop
Everard Richard Calthrop (Deeping St Nicholas, 3 marzo 1857 – Londra, 30 marzo 1927) è stato un ingegnere e inventore britannico esperto nel trasporto ferroviario.
Fu un notevole promotore e costruttore di ferrovie a scartamento ridotto, in particolare di 762 mm, e particolarmente attivo in India. Il suo lavoro più notevole fu la Barsi Light Railway, ma è conosciuto nel suo paese d'origine per la Leek and Manifold Valley Light Railway. Fu descritto come un "genio ferroviario". Più tardi nella vita si interessò all'aviazione, brevettando alcuni dei primi progetti di paracadute.

## Biografia
Era il figlio maggiore dell'imprenditore agricolo Everard Calthrop. Aveva sei fratelli, uno dei quali fu Sir Guy Calthrop, direttore generale della London & North Western Railway. La famiglia visse a Deeping St Nicholas, Lincolnshire, dove nacque Calthrop, e successivamente a Sutton, nell'isola di Ely. Studiò alla Uppingham School.
Iniziò a lavorare alla Robert Stephenson & Co e poi fu apprendista presso la London & North Western Railway a Crewe nel 1874. Nel 1879 entrò nella Great Western Railway, dove divenne vicedirettore della Carriage and Wagon Works. Nel 1882 andò in India, dove lavorò per la Great Indian Peninsula Railway come ispettore di locomotive.
Una volta in India, conobbe le ferrovie a scartamento ridotto e le considerò come un modo per aiutare a sviluppare il paese. Ciò lo portò a presiedere un comitato governativo per indagare sulle ferrovie leggere in tutta l'India. Successivamente pubblicò un opuscolo intitolato A System of Standard Details as applied to the Construction of Rolling Stock in India. Come risultato di questo opuscolo, il governo indiano adottò sistemi di uniformità di misura e attrezzature in tutto il paese, e alla fine la misura di 762 mm come scartamento ridotto standard in tutto il paese.
Nel 1886 chiese il permesso per indagare su proposte di diramazioni indipendenti e identificò due schemi di particolare interesse, una linea di tram di 8 km che collegava il centro religioso indù di Nasik con la ferrovia e una diramazione di 34 km per il comune di Barsi. La Great Indian Peninsula Railway approvò entrambi i progetti e Calthrop intraprese un'indagine di fattibilità per entrambe le linee. Nel 1887 registrò la Indian Railways Feeder Lines Company a Londra. La Great Indian Peninsula Railway gli suggerì di tornare alle sue funzioni di ispettore di locomotive o, con il loro sostegno, di dimettersi per promuovere ulteriormente le diramazioni. La sua salute stava peggiorando, e così nel 1889 Calthrop si dimise dalla Great Indian Peninsula Railway. Lavorando come consulente, supervisionò la costruzione della linea ippotrainata Nasik Tramway a scartamento ridotto, utilizzando la sua precedente indagine.
Ritornato nel Regno Unito, nel 1892 fondò uno studio di consulenza di ingegneria ferroviaria a Liverpool, dove tre dei suoi fratelli avevano avviato una società per la produzione di mangime. Ben presto iniziò una collaborazione con loro e trascorse gran parte dei due anni successivi a progettare attrezzature per la produzione di mangimi. Ottenne numerosi brevetti relativi alle apparecchiature e al trasporto refrigerato.
Mentre risiedeva a Liverpool, la Camera di commercio era preoccupata che l'espansione futura fosse limitata dalle compagnie ferroviarie che collegavano quella città con Manchester e richiese proposte per metodi alternativi per lo spostamento delle merci. Calthrop propose un sistema di ferrovie a scartamento ridotto che avrebbe collegato le due città, correndo lungo le strade che servivano direttamente le fabbriche. La sua proposta venne molto lodata, ma il trasporto su strada ne precluse l'adozione.
Egli era anche interessato al trasporto su strada. Era un membro della Self-Propelled Traffic Association e nel maggio 1898 fu giurato per l'esame di progetti per "veicoli a motore per traffico pesante", tenuti a Liverpool. Il vincitore fu un carro a vapore Thornycroft da 4 tonnellate. In seguito fu membro fondatore del Royal Automobile Club.
Durante la sua permanenza in India aveva sviluppato le sue idee sulla costruzione di ferrovie a scartamento ridotto. Aveva ipotizzato che il carico per asse sugli assi di tutto il materiale rotabile, comprese le locomotive, potesse essere uguale, consentendo un carico massimo dei vagoni merci. Si stabilì un carico di 5 tonnellate per asse, che era abbastanza leggero da consentire la costruzione di linee ferroviarie con 14,9 kg per metro. Consentiva inoltre il carico di 20 tonnellate per carro a 4 ruote a scartamento normale da trasportare su un unico carro a scartamento ridotto. Inoltre, affermò che l'utilizzo di uno scartamento di 762 mm dava un ritorno maggiore come percentuale sul costo del capitale. Stimò che una ferrovia di questo genere avrebbe potuto essere costruita per quattro volte la lunghezza di una ferrovia a scartamento normale per lo stesso costo.
Egli era stato impegnato in trattative con il governo indiano per le concessioni per la costruzione di una ferrovia da Barsi Road a Barsi dal 1887. Nel 1895, i negoziati giunsero ad una conclusione soddisfacente e Calthrop formò una nuova società per costruire la Barsi Light Railway e si impegnò come ingegnere consulente. La ferrovia divenne una vetrina per le sue idee. Kitson & Co. costruì cinque locomotive 0-8-4T, con distribuzione uniforme del carico per asse, secondo le specifiche di Calthrop. Il materiale rotabile merci venne costruito su comuni telai in acciaio stampato 7,6 x 2,1 metri, riducendo la tara e massimizzando i potenziali carichi dei carri. Egli riconobbe l'importanza delle ferrovie in tempo di guerra e progettò il materiale rotabile per facilitare il movimento di truppe e attrezzature. Il materiale rotabile viaggiava su carrelli Fox in acciaio stampato, utilizzando il sistema Timmis di molle a doppia spirale. La linea venne costruita con l'inclinazione del binario, quindi un'idea nuova, che prevedeva l'inclinazione del binario di alcuni gradi per renderne la superficie più parallela a quella della ruota. L'inclinazione è ora applicata universalmente alle ferrovie. Il materiale rotabile poteva accettare curve di raggio di 30,5 metri.
Prima della spedizione del materiale rotabile in India, Calthrop e la Leeds Forge Company, produttore del materiale, condussero dei test su una pista di prova appositamente costruita a Newlay, vicino a Leeds. La linea venne aperta all'ispezione da parte di funzionari ferroviari e giornalisti e numerosi rapporti vennero pubblicati sulla stampa tecnica ferroviaria.
La ferrovia leggera di Barsi venne aperta nel 1897 e ampliata in diverse occasioni fino a raggiungere una lunghezza totale di 325 km nel 1927. Si ritiene che l'esempio della Barsi Light Railway abbia rivoluzionato il sistema ferroviario a scartamento ridotto del subcontinente indiano, e la ferrovia abbia avuto un immenso successo, facendo di Calthrop una delle figure di spicco nel campo. Egli rimase ingegnere consulente fino a quando non andò in pensione a causa di problemi di salute due anni prima della sua morte. La Barsi Light Railway continuò ad essere gestita come ferrovia di proprietà privata fino al 1954, quando venne acquistata dal governo indiano, e continuò a funzionare come ferrovia a scartamento ridotto fino all'inizio della conversione a scartamento largo alla fine degli anni 1990 come parte della conversione delle ferrovie indiane, programma per tutte le linee a scartamento metrico e a scartamento ridotto.
Con il successo della ferrovia leggera di Barsi, Calthrop venne richiesto come consulente per altri progetti ferroviari a scartamento ridotto.
La Barbados Railway venne aperta nel 1883 con uno scartamento di 1067 mm tra Bridgetown e St Andrew nelle Barbados. Nel 1897, la ferrovia e il suo materiale rotabile erano in pessime condizioni. Inoltre, gran parte di essa era stata costruita con binari troppo leggeri per le locomotive che la percorrevano. Nel 1898 fu fondata una nuova società per ricostruire e gestire la ferrovia e Calthrop fu assunto come ingegnere consulente. Fece ricostruire la ferrovia a 762 mm e ordinò alla Baldwin Locomotive Works quattro nuove locomotive: due 2-8-2T, una 2-6-0T e una 0-6-0T.
Venne invitato alla Light Railway Inquiry for the Welshpool and Llanfair Light Railway il 3-4 agosto 1897 e parlò in particolare di una proposta di passaggi a livello aperti e dell'uso di carri trasportatori. Affermò che c'erano voluti solo tre minuti per trasferire i vagoni, sulla base della sua esperienza sulla ferrovia leggera di Barsi. Tuttavia, l'ordine non fu emesso fino all'8 settembre 1899 e all'inizio del 1900 i proprietari raggiunsero un accordo con le Ferrovie Cambriane per la costruzione della linea. Il loro ingegnere, Alfred J. Collins, si fece carico dei requisiti ingegneristici, con conseguenti vagoni tradizionali a 4 ruote.
Nel 1898 Calthrop corrispondeva con il governo della colonia di Victoria, in Australia, in merito a proposte per la costruzione di linee a scartamento ridotto. Successivamente, su suo consiglio, lo scartamento delle ferrovie venne modificato a 762 mm.
Calthrop venne nominato per fornire consulenza su questioni di ingegneria per una ferrovia leggera egiziana a scartamento di 750 mm, la cui costruzione iniziò nel 1898. La ferrovia comprendeva sette diramazioni, per lo più lungo le strade, con una lunghezza totale di 156 km. La Fayoum Light Railway serviva un distretto di irrigazione a sud de Il Cairo, centrata sul capoluogo di provincia di Medinet-el-Fayum. Calthrop utilizzò le immagini del materiale rotabile della ferrovia per illustrare un capitolo che scrisse per il libro Pioneer Irrigation and Light Railways.
Calthrop fu uno dei numerosi concessionari stranieri coinvolti nello sviluppo iniziale dello scartamento 760 mm in Bosnia e Serbia nel 1898.
La Cleobury Mortimer and Ditton Priors Light Railway era una ferrovia leggera lunga 19,8 km, con diramazione a scartamento normale, che collega la Great Western Railway a Cleobury Mortimer nello Shropshire con i giacimenti minerari delle Clee Hills. Calthrop fu nominato Consulting Engineer nel 1900, responsabile del rilevamento del percorso e della preparazione dei piani di costruzione.
Nel Regno Unito Calthrop è maggiormente associato alla Leek e alla Manifold Valley Light Railway. La linea era stata promossa ai sensi della legge sulle ferrovie leggere e il piano iniziale era di costruire una ferrovia a scartamento ridotto di 762 mm con alimentazione elettrica. Sotto l'influenza di uno dei commissari delle ferrovie leggere, i direttori della compagnia commissionarono a Calthrop un rapporto sulla linea proposta a metà del 1900. All'inizio di dicembre l'ingegnere ferroviario morì e il 19 dicembre 1900 i direttori si riunirono per considerare sia una sostituzione che il rapporto di Calthrop. Calthrop propose specifiche per la linea che avrebbero comportato un notevole risparmio sui costi di costruzione, e così gli fu offerto il posto di ingegnere, che accettò prontamente.
Calthrop costruì la linea ad un costo £ 35.944, 11.000 in meno rispetto alla stima originale. Fece costruire a Kitson & Co due locomotive 2-6-4T, simili nei contorni ma più piccole delle locomotive Barsi Light Railway. Il materiale rotabile merci comprendeva quattro carrozze, due vagoni aperti a carrello e un furgone, ancora una volta simili al materiale Barsi. Introdusse anche quattro carri trasportatori, progettati per il trasporto di carri a scartamento normale. Ogni stazione lungo il percorso aveva un breve tratto di binario a scartamento normale dove potevano essere collocati i carri. L'uso di carri trasportatori eliminò il trasbordo e la necessità di un gran numero di carri merci.

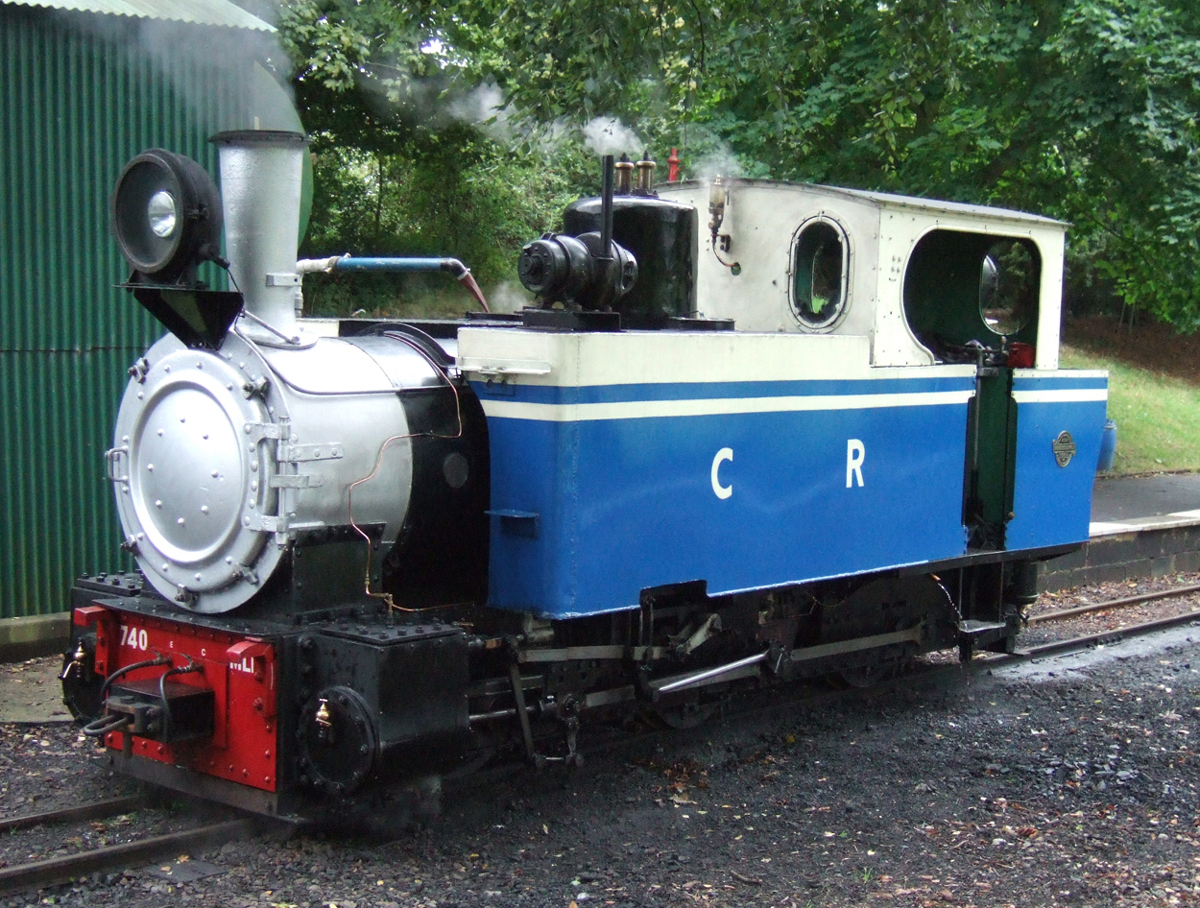
Locomotiva O&K progettata da Calthrop e utilizzata sulla Matheran Light Railway, vista alla Leighton Buzzard Narrow Gauge Railway

La Matheran Light Railway è una ferrovia di montagna vicino a Mumbai, in India, aperta nel 1905. Insolitamente per una ferrovia per la quale Caltrrop era un ingegnere consulente, aveva uno scartamento di 610 mm, con curve strette. Calthrop progettò una locomotiva 0-6-0T con assali articolati Klein-Linder per fornire un passo flessibile e quattro di esse vennero fornite da Orenstein & Koppel. L'azienda di Calthrop fornì anche materiale per i vagoni e i punti e gli incroci per la ferrovia.

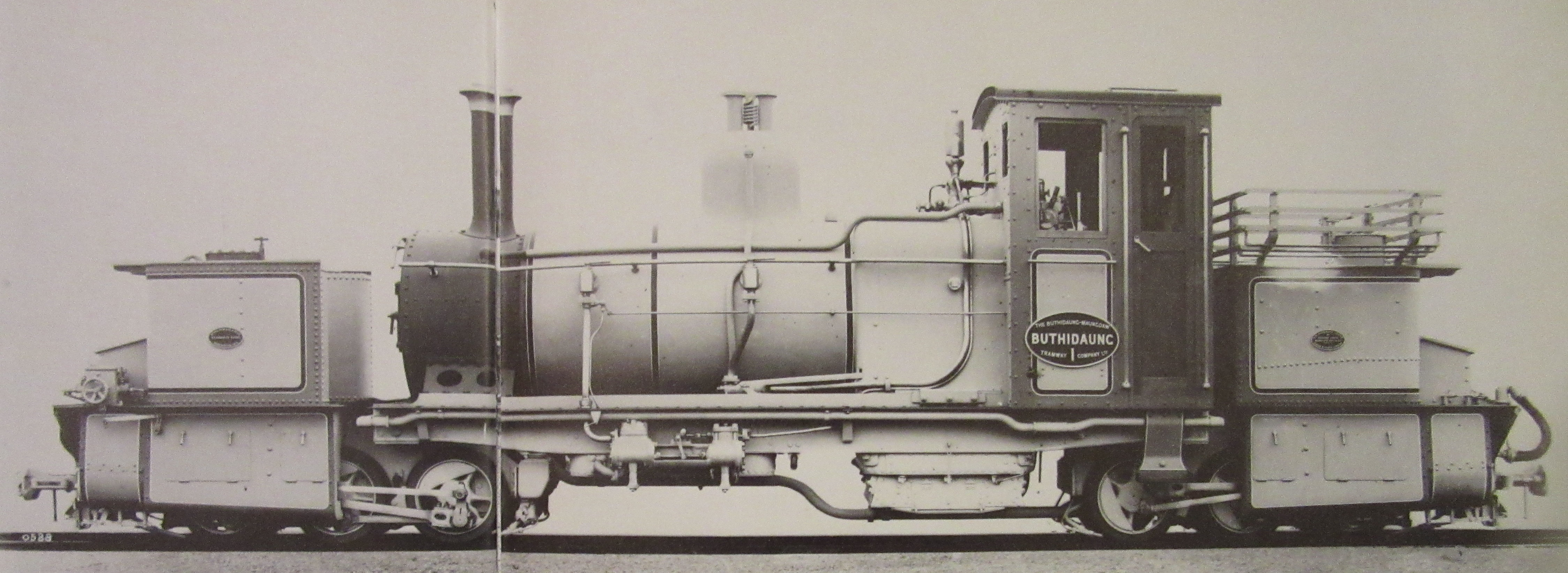
Una delle locomotive Garratt fornite alla Arakan Light Railway

Nel 1910 Calthrop fu assunto come consulente tecnico dai promotori di una nuova ferrovia tra Buthidaung e Maungdaw in Birmania, poi conosciuta come Arakan Light Railway. Cambiò lo scartamento proposto da 610 a 762 mm. Per questa ferrovia aveva costruito due locomotive Garratt 0-6-0+0-6-0, a cui aveva attaccato targhe con la scritta "ERCalthrop's System of Narrow Gauge Mountain Railways". Calthrop fu uno dei primi ad adottare il tipo Garratt, essendo questo il nono ordine di Garratt preso da Beyer-Peacock e il più piccolo progetto Garratt mai costruito da loro.

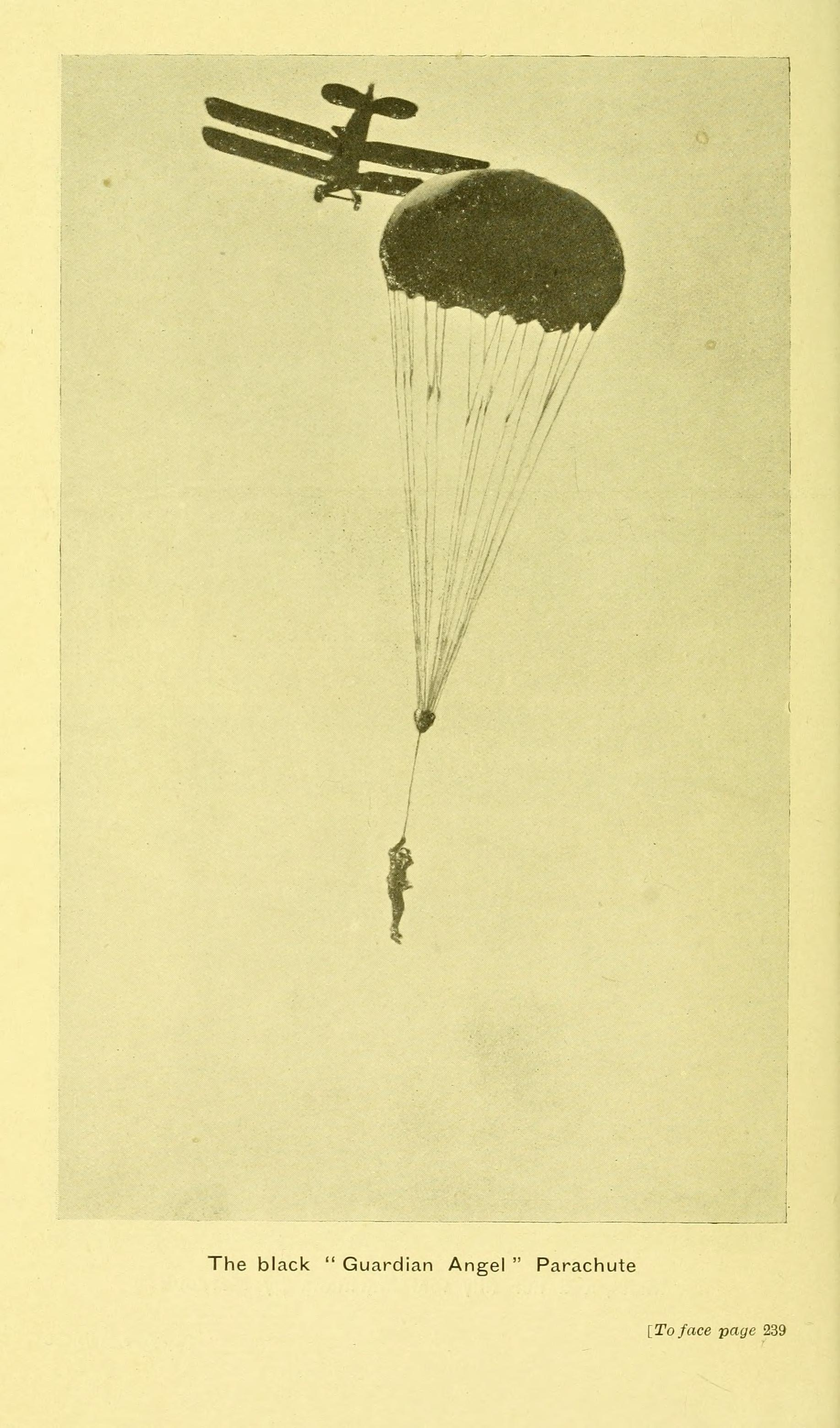
Paracadute Calthrops nero "Guardian Angel".

Calthrop era un caro amico personale di Charles Rolls, famoso per essere il proprietario della Rolls-Royce. Rolls fu un aviatore pioniere, essendo stato il primo uomo a volare attraverso la Manica in entrambe le direzioni. Il 12 luglio 1910 Calthrop lo accompagnò al Bournemouth International Aviation Meeting ed era presente quando Rolls morì dopo che perse il controllo del suo biplano e si schiantò. Questo e un incidente simile, non fatale, che coinvolse suo figlio Tev, portarono Calthrop a credere che un paracadute potesse essere usato per salvare i piloti in circostanze simili.
Nel 1913 brevettò il suo primo paracadute. Con il progredire della prima guerra mondiale continuò a sviluppare il suo paracadute. Nel 1915 lo offrì al Royal Flying Corps e all'epoca furono fatti dei test con successo. Un rapporto non ufficiale espresse l'opinione che i paracadute "potrebbero compromettere lo spirito combattivo dei piloti" e l'offerta venne respinta. Calthrop fu incoraggiato a rimanere in silenzio sulla sua invenzione, ma di fronte a crescenti perdite di piloti pubblicizzò il paracadute nel 1917. Nonostante una campagna di alcuni piloti, il Royal Flying Corps rifiutò di introdurre i paracadute durante la prima guerra mondiale, sebbene le forze aeree della maggior parte delle altre nazioni lo utilizzassero.
Il paracadute "Guardian Angel" di Calthrop ricevette molti elogi e venne utilizzato durante la guerra per lanciare agenti dietro le linee nemiche. Nell'ottobre 1918 un articolo sull'uso dei paracadute affermava che il "Guardian Angel" era uno dei più conosciuti e che "i pallonisti possono fare il loro pericoloso salto, quando attaccati da uno scout unno, con vera fiducia in un atterraggio sicuro". Nel 1918 si sapeva che i tedeschi erano pienamente consapevoli del lavoro di Calthrop e fornivano ai loro piloti un progetto simile. Tuttavia, quando la Royal Air Force adottò finalmente i paracadute dopo la guerra, scelse un design americano.
Nel 1916 Calthrop brevettò anche un seggiolino eiettabile per aerei che utilizzava aria compressa.

## Vita privata

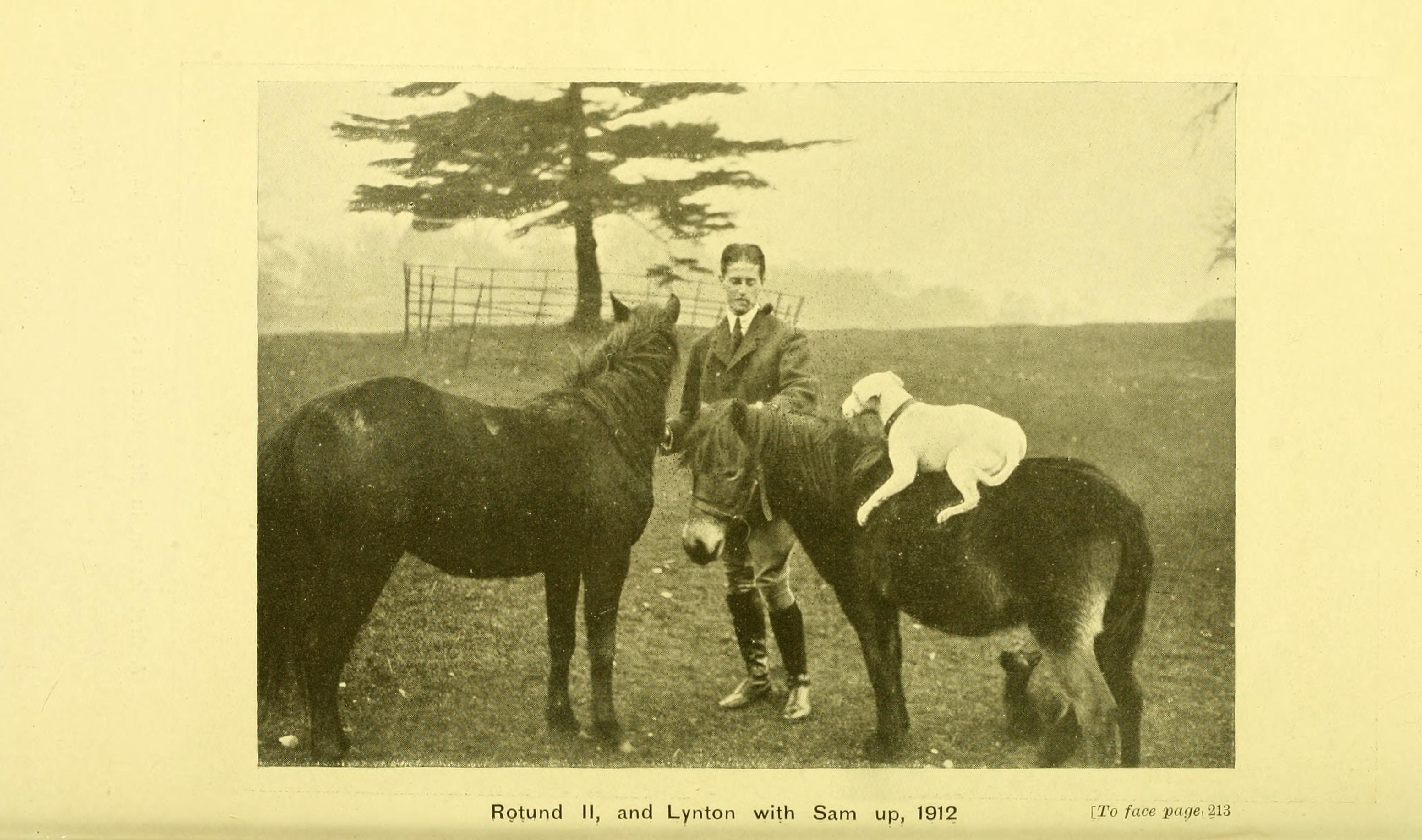
Fotografia tratta da in The Horse, as Comrade and Friend, pubblicato nel 1920

Durante la sua permanenza in India, Calthrop fece viaggi occasionali in Gran Bretagna. In uno di questi sposò Isabel Mary Earle, figlia del reverendo Walter Earle, amico dei suoi genitori. Il matrimonio ebbe luogo il 19 novembre 1890 presso la Bilton Parish Church di Rugby. Ebbero quattro figli, Everard Earle (Tev, n. 1892), Keith de Suffield (n. 1894), Isabelle Iris (n. 1895) e Betty Marion (n. 1899). Tev si arruolò nell'esercito e divenne colonnello nei Royal Engineers, mentre Keith, dopo un periodo nei Royal Engineers, divenne assistente direttore generale e ingegnere meccanico della Barsi Light Railway, incarico che mantenne fino al 1932.
Calthrop aveva un grande interesse nell'allevamento dei cavalli arabi. Dopo l'affitto a lungo termine di una villa a Goldings Road, Loughton, nell'Essex, acquistò una casa, Goldings, a Clays Lane, Loughton, con stalle e 160.000 m2 di terreno. Fu qui che allevò i suoi cavalli e sviluppò le sue teorie sul loro addestramento. Rifiutò i metodi crudeli dell'epoca e praticò metodi gentili. Tale era la sua preoccupazione per i suoi cavalli che li fece uccidere umanamente piuttosto che farli requisire dall'esercito britannico all'inizio della prima guerra mondiale. Dopo la guerra poté tornare ai suoi cavalli e scrisse un autorevole libro, The Horse, as Comrade and Friend, pubblicato nel 1920. Calthrop era un membro di spicco della Arab Horse Society e ricevette elogi per il suo stallone, Fitz, al suo primo spettacolo nel 1919.
Lo sviluppo e la promozione del suo paracadute aveva lasciato Calthrop prosciugato, sia finanziariamente che fisicamente. Le precarie condizioni di salute lo costrinsero a dimettersi dalla carica di ingegnere consulente per la Barsi Railway nel 1925, pur rimanendo direttore. Morì nella sua casa di Paddington, Londra, il 30 marzo 1927, in compagnia di suo figlio, Tev. Aveva settant'anni.
Calthrop è commemorato da una targa blu su Goldings, inaugurata nel giugno 2008.